# Pediobius elongatus
Pediobius elongatus  (лат.) — вид паразитических наездников рода Pediobius из семейства Eulophidae (Chalcidoidea) отряда перепончатокрылые насекомые. Китай (Guangxi, Yunnan). Длина тела самок 2,8—3,1 мм (самцы неизвестны). Тело зелёное с медным металлическим блеском. Усики с 2-члениковой булавой. Скутеллюм с 2 глубокими бороздками. Брюшко вытянутое, много длиннее груди. Предположительно, паразиты насекомых. Впервые вид был описан в 2017 году китайскими гименоптерологами Х. Цао и Ч. Жу (Huan-xi Cao & Chao-dong Zhu, Institute of Zoology, Chinese Academy of Sciences, Пекин, Китай) и австралийским энтомологом Джоном Ла Салле (John La Salle, CSIRO, Канберра, Австралия).